# Piotr Ostrowski (związkowiec)
Piotr Ostrowski (ur. 1977 w Warszawie) – polski socjolog, działacz związkowy, doktor nauk humanistycznych. Od 2022 przewodniczący Ogólnopolskiego Porozumienia Związków Zawodowych.

## Życiorys
Absolwent Uniwersytetu Warszawskiego, na którym w 2008 obronił rozprawę doktorską pt. „Powstawanie związków zawodowych w sektorze prywatnym”, w której przedstawił model tworzenia się związków zawodowych. W oparciu o te badania w 2010 została wydana książka pod tym samym tytułem. Do 2019 pracował jako adiunkt w Instytucie Socjologii UW.
Od 2001 należał do związku zawodowego. Jako pracownik warszawskich marketów budowlanych, współtworzył organizację związkową OPZZ „Konfederacja Pracy”. Został zwolniony na kilka dni po utworzeniu związku zawodowego. Był dyrektorem Wydziału Międzynarodowego OPZZ, od 2010 pełnił funkcje członka Prezydium i Rady OPZZ. W latach 2018–2022 był wiceprzewodniczącym OPZZ. Następnie w grudniu 2022 został przewodniczącym OPZZ.